# C. William O’Neill
Crane William O’Neill (* 14. Februar 1916 in Marietta, Ohio; † 20. August 1978 in Columbus, Ohio) war ein US-amerikanischer Jurist und Politiker und von 1957 bis 1959 der 59. Gouverneur des Bundesstaates Ohio.

## Frühe Jahre und politischer Aufstieg
O’Neill besuchte bis 1938 das Marietta College und bis 1942 die Ohio State University, an der er Jura studierte. Nach seinem Examen und der Zulassung als Anwalt begann er in der Kanzlei seines Vaters zu arbeiten.
Zwischen 1939 und 1950 war O’Neill als Mitglied der Republikanischen Partei Abgeordneter im Repräsentantenhaus von Ohio. Dort war er auch republikanischer Fraktionschef sowie zeitweise Speaker der Kammer. Er behielt sein Mandat auch während des Zweiten Weltkrieges, in dem er auf dem europäischen Kriegsschauplatz in der US-Armee kämpfte. Nach dem Krieg lehrte er politische Wissenschaften am Marietta College. Zwischen 1951 und 1957 war er Attorney General von Ohio. Im Jahr 1956 wurde er gegen den Demokraten Michael DiSalle zum neuen Gouverneur seines Staates gewählt.

## Gouverneur von Ohio
William O’Neill trat sein neues Amt am 14. Januar 1957 an. In seiner zweijährigen Amtszeit wurde das Konzept des Autobahnbaus in Ohio geändert. Statt wie bisher immer nur kurze Neubaustrecken in Angriff zu nehmen, wurden nun größere Entfernungen vorgenommen. Das galt auch für die Unterhaltung der Straßen. Damals entstanden auch die sogenannten Freeways. Gouverneur O’Neill wollte das Recht auf Arbeit in die Staatsverfassung aufnehmen lassen. Der Vorschlag hätte gleichzeitig die Gewerkschaften zu illegalen Organisationen gemacht. Aus diesem Grunde widersetzten sie sich, unterstützt von der Arbeiterschaft, diesem Vorschlag. Der Vorschlag des Gouverneurs fand somit keine Mehrheit, kostete ihn aber im Jahr 1958 die Wiederwahl. Damit musste er am 12. Januar 1959 aus seinem Amt ausscheiden, das der diesmal bei der Wahl siegreiche Michael DiSalle übernahm.

## Weiterer Lebenslauf
Nach dem Ende seiner Gouverneurszeit wurde O’Neill wieder als Anwalt tätig. Für kurze Zeit war er Professor für öffentliche Angelegenheiten am Bethany College in West Virginia. Im Jahr 1960 wurde er als Richter an den Supreme Court of Ohio berufen. Zehn Jahre später wurde er Vorsitzender Richter (Chief Justice) dieses Gerichts. Dieses Amt behielt er bis zu seinem Tod im Jahr 1978. C. William O’Neill war mit Betty Hewson verheiratet, mit der zwei Kinder hatte.